# Tiburnia
Tiburnia, även Teurnia, var en romersk stad i provinsen Noricum nära den nuvarande staden Spittal an der Drau i det österrikiska förbundslandet Kärnten. 
Tiburnia är belägen på Holzberg vid orten Sankt Peter in Holz. Fynd visar att berget var bebott redan under bronstiden (1100 f.Kr.). Ca. 50 e.Kr. uppstod här en romersk stad med forum, kapitol, termer och en tempelanläggning. Tiburnia utvecklades till en av de största städerna i Noricum och hade mer än 30 000 invånare under sin blomstringstid. Under åren 270-275 förstördes delar av staden av alamanner. Bostadsområdena i dalen och på öst- och västsidan av bergets lämnades. Tjugo år senare befästes berget. Kring 400 blev Tiburnia biskopssäte. Under 400-talet blev Tiburna även huvudstad för provinsen Noricum mediterraneum efter Virunum.  Mellan 493 och 536 ingick Tiburnia i östgoternas rike och var säte för en ståthållare. Sista gången staden Tiburnia omnämndes var år 591. 
De första utgrävningarna genomfördes 1845. 1876-77 inleddes de första vetenskapliga utgrävningarna. Efter upptäckten av en tidigkristlig kyrka vid byggandet av en vattenledning 1908 gjordes omfattande arkeologiska utgrävningar mellan 1910 och 1915, där kyrkan, forumet och termerna frilades. Även ett litet museum byggdes 1913. 1971 återupptogs utgrävningarna som pågått sedan dess.